# Jonathan Thomas (scultore)
Jonathan Thomas (Hamilton, 1946 – New York, 2 maggio 2005) è stato uno scultore canadese.

## Biografia
Originario del Canada, ottenne un baccellierato (bachelor degree) in matematica nel 1968 presso la McMaster University in Ontario; successivamente, tra il 1969 e il 1970 perfezionò gli studi con la laurea in storia dell'arte.
Le prime opere degli anni '80 mostrano un'influenza della Pop Art e richiamano in qualche modo alla memoria le accumulazioni di Arman. La sua ricerca artistica si orientò poi, negli anni Novanta, prevalentemente sul legno, sulle resine polimeriche e sull'acciaio; le sue sculture, astratte, si ispirano ai totem propri della tradizione artistica dell'Africa e dell'Oceania.

L'ultima serie da lui realizzata si intitolò Language Robes. Si tratta di tele drappeggiate su supporti metallici e dipinte in toni terrosi, con inserti di legno, corde e lane a ricordare un'antica ma indecifrabile scrittura.
Tra le sue mostre più importanti si ricordano quelle presso la Betty Parsons Gallery di New York; la Marianne Friedman Gallery di Toronto; l'Hillwood Art Museum di Long Island; la Roy Boyd Gallery di Chicago.
Apertamente omosessuale, fu legato sentimentale al celebre drammaturgo Edward Albee. Morì nel 2005 dopo due anni di sofferenze per un cancro alla vescica.